# Bitwa pod Sędziejowicami
Bitwa pod Sędziejowicami – jedna z bitew powstania styczniowego, stoczona 26 sierpnia 1863 roku pod wsią Sędziejowice.
Bitwa została wypowiedziana przez Rosjan, którzy uzyskawszy od zwiadu informację o koncentracji polskiej jazdy w okolicy Sędziejowic, wysłali do walki szwadron grodzieńskich huzarów rotmistrza von Grabbego, wspomagany przez kozaków z 44 dońskiego pułku. Siły polskie liczyły w tym czasie ok. 1500 żołnierzy. W starciu zginęli prawie wszyscy Rosjanie, jedynie kilku dostało się do niewoli, w tym rosyjski dowódca.
Bitwa w Sędziejowicach przyczyniła się do koncentracji wojska moskiewskiego, co w konsekwencji doprowadziło do klęski oddziałów gen. Taczanowskiego na polach wsi Kruszyna – Nieznanice koło Częstochowy w dniu 29 sierpnia.